# Boris Delocque-Fourcaud
Pour les articles homonymes, voir Fourcaud.
Jean-Henri-Boris Delocque-Fourcaud  (1904-1980) est un résistant et militaire français, fondateur et premier commandant de l'unité de transport et de liaison des services spéciaux français (SDECE). 
Il est le demi-frère du colonel Pierre Fourcaud, directeur général adjoint du SDECE de 1946 à 1956

## Résistance
Boris Delocque-Fourcaud est né le 9 mars 1904 à Pau (Basses-Pyrénées).
En août 1941, il prend la relève de son frère Pierre Fourcaud sous le pseudo Froment à la tête du réseau de résistance Brutus, avant, à son départ pour Londres, de laisser cette responsabilité à Eugène Thomas, dirigeant du comité d'action socialiste.
En 1943, il rejoint les forces aériennes françaises libres. Il est affecté dans l'escadron 611 de la RAF.

## Soutien aérien des services spéciaux
Il fut le fondateur de l'escadrille des services spéciaux en 1944 à Alger et devint le premier commandant de l'ELA 1/56, support aérien du Service de documentation extérieure et de contre-espionnage (SDECE), jusqu'en 1950.
En 1950, le colonel Roussillat lui succède à la tète de l'ELA 1/56 et commandant de la base aérienne de Persan-Beaumont.
Il prend sa retraite de l'Armée de l'air en 1954.
Boris Delocque-Fourcaud est mort le 7 novembre 1980.

## Décorations
Par décret du Président de la République en date du 24 avril 1946, il est décoré de la médaille de la Résistance française avec rosette.